# James Coombes
James Coombes (Newport, 8 ottobre 1956) è un attore britannico.

## Biografia
Si è formato come attore alla Birmingham School of Speech and Drama dal 1975 al 1978.
È noto soprattutto per i suoi ruoli come Pierre Challon durante la serie finale del dramma della BBC Howards' Way e Grendel in Robin Hood di HTV . Ha anche indossato la famosa polo nera come l'iconico Milk Tray Man nelle pubblicità televisive degli anni '80. È apparso come Paroli nel serial di Doctor Who del 1984 Warriors of the Deep e ha fornito la voce dei Krargs nell'episodio perduto Shada , scritto da Douglas Adams . È apparso in molti film tra cui Murder with Mirrors , con Bette Davis e Helen Hayes , e ha interpretato Richard GereIl figlio, Amnon, nell'epopea biblica, re David . Ha anche interpretato Sir Lancillotto nel film Disney, Un'americana alla corte di Re Artù con Whoopi Goldberg. È apparso in Monarch , con i colleghi attori Doctor Who TP McKenna e Jean Marsh.